# Sphoeroides trichocephalus
 Sphoeroides trichocephalus és una espècie de peix de la família dels tetraodòntids i de l'ordre dels tetraodontiformes.

## Morfologia
- Els mascles poden assolir 10,5 cm de longitud total.[1][2]

## Hàbitat
És un peix marí, de clima tropical i demersal.

## Distribució geogràfica
Es troba al Pacífic oriental: Costa Rica, Nicaragua, Panamà i Xile.

## Observacions
És inofensiu per als humans.